# Botaniske fagudtryk
Botaniske fagudtryk er en samling betegnelser, som bruges ved beskrivelsen af planter. Disse ord bruges også i beskrivelserne her på den danske Wikipedia. Nedenfor er ordene hver især forsynet med en kort forklaring. Enkelte af dem er desuden beskrevet i en særskilt artikel, og de vil være markeret som links.

## A
- Aks: En blomsterstand med én akse og ustilkede blomster.
- Apomixis: Frøsætning uden bestøvning (en form for partenogenese).
- Avne: Et reduceret blad i blomsterstanden hos planter af Kurvblomst-familien, Græs-familien og Siv-familien.

## B
- Barktorn: Torne, der sidder på stænglen, og som består af omdannet bark.
- Bikrone/Svælgskæl: En udvækst på blosterbladene, ofte i svælget eller ved overgangen mellem negl og plade i fribladede blomsterkroner. Kan have mange forskellige former og farver (se f.eks. Påskelilje, Pinselilje, Sæbeurt og Kulsukker) [1] .
- Blad: Plantens specialorgan til opsamling af lysenergi.
- Bladfod: Den nederste del af bladstilken.
- Bladplade: Den brede, egentlige del af bladet.
- Bladskede: En omdannet del af bladet hos planter af Græs-familien, hvor det danner et hylster.
- Bladstilk: Det stængelagtige stykke mellem bladfoden og bladpladen.
- Bladstilling: Bladenes indbyrdes fordeling op langs stænglen.
- Bladtorn: Et blad, der er omdannet til én eller flere torne (se f.eks. Berberis).
- Blomst: Et specielt omdannet skudsystem med bægerblade, kronblade, støvdragere og frugtknude.
- Blomsterspore: En aflang udposning på blomsten (med eller uden nektar) (se f.eks. Almindelig Akeleje).
- Blomsterstand: En samling af blomster, der fungerer som én blomst (se f.eks. Skærmplante-familien)
- Bloster: Bægerblade og kronblade tilsammen.
- Buestrenget blad: Blad med flere, lige kraftige strenge med bueformede forløb (se f.eks. Vejbred).
- Bugtet blad: Indskæringer, der højst når en tredjedel ind mod midten af bladet (se f.eks. Eg).
- Busk: vedplante med flere lige kraftige stængler fra grunden.
- Bægerblad: Den yderste krans af blade i blostret.
- Bælg: En kapsel med to klapper og en enkelt række frø (se f.eks. Fladbælg).
- Bælgkapsel: En kapsel med en enkelt klap og én række frø (se f.eks. Ranunkel-familien).
- Bær: En saftig frugt med flere frø (se f.eks. Ribs).

## D
- Dobbelt fjersnitdelt: Et fjersnidelt blad, hvor hvert småblad selv er fjersnitdelt (se f.eks. Almindelig Røllike).
- Dobbelt håndsnitdelt: Et håndsnitdelt blad, hvor hvert afsnit selv er håndsnitdelt (se f.eks. Persille).
- Dobbelt savtakket: En savtakket bladrand, hvor hver tak selv er savtakket (se f.eks. Almindelig Avnbøg).
- Dusk: En blomsterstand, hvor blomsternes stilke er så korte, at de danner en cylindrisk stand (se f.eks. Dusk-Fredløs).
- Dværgbusk: En busk, der er lavere end 0,5 m.
- Dækblad: Et støtteblad for en blomst (se f.eks. Græs-familien).
- Dækskæl: Et forveddet blad i koglen hos de Nøgenfrøede planter.

## E
- Elliptisk: En bladform, hvor længden er ca. 2 gange større end bredden, og hvor bladet spidser jævnt til mod både basis og spids (se f.eks. Hvid-Pil).
- Enbo: Plante med rent hunlige og rent hanlige blomster på samme plante (se f.eks. Almindelig Ask).
- Ensymmetrisk blomst: En blomst, der kun har én symmetriakse (se f.eks. Ærteblomst-familien).
- Enårig: En plante, som gennemfører hele livsforløbet fra frø til frugt på ét år (se f.eks. Almindelig Fuglegræs).

## F
- Fingret: Et håndstrenget, sammensat blad (se f.eks. Almindelig Hestekastanje).
- Finnet: Et fjerstrenget, sammensat blad (se f.eks. Almindelig Røn).
- Fjerstrenget: Et blad, hvor strengene består af én hovedstreng med sidestillede, tyndere strenge (se f.eks. Almindelig Avnbøg).
- Fladkravet: En blomst, hvor den nederste del af kronbladene danner et rør, mens den øverste del danner en udbredt krave (se f.eks. Fladkravet Kodriver).
- Flerårig: En plante, der lever mere end én vækstsæson, træ, busk, lian eller staude.
- Fliget: Et blad, hvor indskæringerne når mellem halvvejs og 2/3 ind til midten (se f.eks. Eng-Storkenæb).
- Fnok: En hår- eller fjeragtig udvækst på et frø (se. f.eks. Ager-Tidsel).
- Fodflig: To bladagtige udvækster på hver sin side af bladfoden, også kaldet "akselblad". (se f.eks. Almindelig Hvidtjørn).
- Forblad: Et højblad, der sidder på blomsterstilken (se f.eks. Almindelig Havre).
- Frikronet: En blomst, hvor kronbladene ikke er sammenvoksede (se f.eks. Blomme).
- Frugt: Et frugtanlæg med ét eller flere frø.
- Frugtanlæg (= frugtknude): Det hunlige anlæg i blomsten, bestående af frugtknuden og én eller flere grifler.
- Frøskæl: De skæl som frøene hviler på i en kogle (se f.eks. Rød-Gran).
- Fyldt blomst: En blomst, hvor støvdragere og/eller frugtanlæg er omdannet til kronblade (f.eks. mange dyrkede former af Rosen-slægten).

## G
- Gaffelkvast: Regelmæssig kvast (se denne), som kan udvikles på planter med modsatstillede blade og blomstrende sidegrene, ses tit i Nellikefamilien.
- Grentorn: Grene, hvor spidsen er omdannet til en torn (se f.eks. Slåen).
- Griffel: Den øverste del af frugtanlægget, der ender i et støvfang.
- Grundblad: Et blad, som sidder ved den nederste ende af et skud, oftest ved jorden (se f.eks. Russisk Mandstro).

## H
- Halvbusk: Busk, der mister størsteparten eller hele toppen i hårde vintre (se f.eks. Hæk-Fuksia).
- Halvskærm: En skærmlignende blomsterstand med stilke af forskellig længde (se f.eks. Almindelig Røn).
- Halvsnylter: En plante, der snylter på andre planter, men som selv har grønkorn (se f.eks. Almindelig Mistelten).
- Helt blad: En blad, som ikke selv er inddelt i småblade (se f.eks. Aksel-Røn).
- Helkronet: Blomst, hvor kronbladene er mere eller mindre sammenvoksede (se f.eks. Klokke-Lyng).
- Helrandet: Et blad med en rand helt uden indskæringer (se f.eks. Almindelig Vedbend).
- Hjulformet: Et sammensat blad, hvor småbladene udgår fra ét og samme punkt (se f.eks. Staude-Lupin).
- Hoved: En meget tæt og kompakt blomsterstand (se f.eks. Gul Rundbælg).
- Hulkravet: En blomst, hvor de sammenvoksede kronblades kraver danner en hulhed (se f.eks. Hulkravet Kodriver).
- Hyben: En frugt hos roser, hvor frøene sidder beskyttet inden i det krukkeformede, saftige underbæger.
- Hybrid: Resultatet af en krydsning, gerne mellem arter af samme slægt (se f.eks. Buket-Spiræa).
- Hylsterblad: Et farvet højblad, som beskytter en blomsterstand (se f.eks. Kær-Mysse).
- Højblad: Et afvigende blad, som sidder tæt under blomsten (se f.eks. Julestjerne).
- Håndstrenget: Et blad, hvor strengene alle har fælles udgangspunkt, dér hvor stilk og blad mødes (se f.eks. Navr). (Kan også hedde håndnervet)
- Hår: Hårlignede udvækster fra stængler eller blade (se f.eks. Lammeøre).

## J
- Jordstængel: En underjordisk stængel, som ofte bærer skælformede blade og rødder (se f.eks. Hvid Anemone).

## K
- Kapsel: En tør frugt med mange frø (se f.eks. Opium-Valmue).
- Kernefrugt/Kærnefrugt: Visse slægter i Rosen-familien har saftige frugter med et kernehus, som rummer frøene (se f.eks. Æble).
- Kimblad: Den nyspirede plantes første blad (Enkimbladede) eller blade (Tokimbladede).
- Kirtelhår: Specielt byggede hår, som ofte har en opsvulmet spids, der indeholder sekundære stofskifteprodukter.
- Klase: En blomsterstand med en lang hovedstilk og stilkede blomster, der sidder derpå (se f.eks. Kinesisk Blåregn).
- Klatrerod: En rod, som dannes på stænglen, og som hæfter til andre ting (se f.eks. Almindelig Vedbend).
- Klatretråd: En tråd, som egentlig er et omdannet blad, småblad eller sideskud, og som hæfter planten til andre ting (se f.eks. Almindelig Vin).
- Kleistogami: Selvbefrugtning i lukkede blomster (se f.eks. Marts-Viol).
- Klokkeformet: En blomsterkrone, hvor kronbladene danner et tragtformet kronrør og en krave (se f.eks. Liden Klokke).
- Knippestillet: To eller flere blade, som udspringer fra punkter, der sidder meget tæt (se f.eks. Thunbergs Berberis).
- Knop: Ufærdige skud, som er dækket af knopskæl om vinteren. Knoppen rummer altså både det nye skud og dets blade.
- Knopskæl: Omdannede blade, der beskytter skuddet indtil dets strækningsvækst i foråret.
- Knæ: opsvulmede bladfæster inden for Græs-familien.
- Koblet (= trekoblet): Et sammensat blad med tre småblade (se f.eks. Hvid-Kløver).
- Kogle: Nåletræernes hunlige blomsterstand med dækskæl og frøskæl.
- Kogleskæl: Nåletræers skælagtige og ofte forveddede blade i koglen.
- Kolbe: Et aks med en opsvulmet akse (se f.eks. Majs).
- Kortskud: En skud med meget kort afstand mellem bladene (se f.eks. Vild-Æble).
- Kransstillet: Blade, der sidder tre eller flere i samme højde på stænglen (se f.eks. Krans-Konval).
- Kronblad: Et af de farvede blade i blomsten, som sidder inden for bægerbladene.
- Krukkeformet: En blomsterkrone, hvor kronbladene er vokset sammen og danner en tøndeagtig hulhed med en lille krave (se f.eks. Myrtekrukke).
- Krybende: En stængel, som vokser hen langs jordoverfladen og slår rod (se f.eks. Almindelig Vedbend).
- Kurv: En blomsterstand, hvor hovedaksen er kort og flad under de ustilkede blomster (se f.eks. Almindelig Tusindfryd).
- Kurvsvøb: Højblade, der sidder lige under kurven (se f.eks. Kornblomst).
- Kvast: En blomsterstand, hvor aksen ender i en blomst, og hvor sideakser dannes i de følgende bladhjørner (se f.eks. Eng-Forglemmigej).
- Kølformet: Blade, hvis tværsnit er V-formet (se f.eks. Hemerocallis).

## L
- Lancetformet: Et blad, der er ca. fire gange så langt i forhold til bredden, og som smalner jævnt mod begge ender (se f.eks. Lancetbladet Vejbred)
- Langskud: De normale skud, som også har normal afstand mellem bladene. Se også Kortskud.
- Lappet: Et blad hvor indskæringerne i randen når ca. en tredjedel ind mod midterribben (se f.eks. Rød-Eg).
- Lavblad: Et blad på den nederste del af et skud, som afviger fra de normale blade.
- Ledbælg: I Ærteblomst-familien findes arter, som har uopspringende bælge med skillevægge mellem frøene.
- Ledskulpe: I Korsblomst-familien har enkelte arter uopspringende skulper med skillevægge mellem frøene.
- Lian: En plante, der søger mod lyset ved at støtte sig til andre planter, slyngende eller klatrende (se f.eks. Rådhusvin)
- Ligefinnet: Et blad, der er opdelt i et lige antal småblade (se f.eks. Musevikke).
- Ligestrenget: De lige kraftige ribber løber næsten parallelt fra bladgrund til bladspids (se f.eks. Høj Sødgræs).
- Linjeformet: Et smalt blad, som er væsentligt længere end bredt, og som har parallelle sider (se f.eks. Trævlet Palmelilje).
- Læbekrone: En blomsterkrone, hvor to sammenvoksede kronblade danner overlæben, mens tre kronblade danner underlæben (se f.eks. Læge-Salvie).
- Løg: Et underjordisk overvintringsorgan, der består af en kort, skiveformet stængel og et til mange, tykke løgskæl (se f.eks. Skov-Tulipan).
- Løgskæl: De tykke, næringsrige blade i et løg.
- Løvblad: De normale, grønne blade.

## M
- Maskekrone: En blomsterkrone af læbetypen, hvor åbningen er blokeret af en forhøjning på underlæben (se f.eks. Løvemund).
- Modsat: Blade, der sidder parvist lige overfor hinanden på stænglen (se f.eks. Døvnælde).

## N
- Nedliggende: En stængel, der ligger hen ad jorden (se f.eks. Vej-Pileurt).
- Nyreformet: Et blad, som er mere bredt end langt, og som har afrundet spids (se f.eks. Almindelig Hasselurt).
- Næb: En næbformet forlængelse på enten frugtknuden eller frugthylstret (se f.eks. Bakke-Star).
- Nød: En tør frugt med en enkelt kerne (se f.eks. Småbladet Lind).
- Nøgle: En kvastagtig blomsterstand med forkortet akse (se f.eks. Nøgle-Klokke).
- Nål: Et smalt og stift blad, som kan være indrullet eller fladt (se f.eks. Klokke-Lyng).

## O
- Omkringsædig: En blomst, hvor bægerblade, kronblade og støvdragere sidder på kanten af en blomsterbund, der omslutter frugtknuden som en skål eller en krukke (se f.eks. Rosen-slægten).
- Omvendt ægformet: Et blad, hvor det bredeste sted befinder sig på den yderste del af bladpladen (se f.eks. Rød-El).
- Opret: En vækstform, hvor grenene vokser mere eller mindre lodret til vejrs (se f.eks. Vellugtende Pibeved).
- Opstigende: En vækstform, hvor grenene først vokser langs jorden, men derefter stiger til vejrs (se f.eks. Grøn-El).
- Ovalt: Et blad, der er bredest på midten, og som har afrundet spids og basis (se f.eks. Storblomstret Perikon.
- Oversædig: En blomst, hvor bægerblade, kronblade og støvdragere sidder oven på frugtknuden (se f.eks. Abild).

## P
- Pilformet: Et blad, der er tilspidset, og som har bagudrettede, spidse flige (se f.eks. Pilblad).
- Pælerod: En kraftig, ofte lodret hovedrod, som egentlig er videreførelsen af kimroden (se f.eks. Vild Gulerod).

## R
- Radiærsymmetrisk blomst: En "normal" blomst, som har flere end 2 symmetriakser set ovenfra (se f.eks. Almindelig Vorterod).
- Rakle: En kompakt blomsterstand af reducerede og enkønnede blomster (se f.eks. Almindelig Hassel).
- Rod: Plantens organ til forankring, vandoptagelse, mineraloptagelse og oplagring af stivelse.
- Rodknold: En opsvulmet del af en rod (se f.eks. Selleri).
- Roset: Blade, der udgår fra rodhalsen i næsten samme højde (se f.eks. Almindelig Mælkebøtte).
- Rundtakket: En indskæring i bladranden, hvor takkerne er afrundede (se f.eks. Almindelig Rypelyng).
- Rørformet: En blomsterkrone, hvor den nederste del af kronbladene danner rør, mens den øverste del danner en smal krave (se f.eks. Myrte-Gedeblad).

## S
- Sambladet: En blomst, hvor bægerbladene eller kronbladene er sammenvoksede, sådan at alle blade danner en fælles krans (se f.eks. Almindelig Fingerbøl).
- Sammensat blad: Et blad, der består af et lige eller ulige antal småblade (se f.eks. Almindelig Blærenød).
- Sammensat blomsterstand: En blomsterstand, som selv er opbygget af mindre blomsterstande (se f.eks. Kørvel).
- Sammentrykt: En blomst eller en blomsterstand er sammentrykt, når den er højere end den er bred (se f.eks. Krybende Læbeløs).
- Savtakket: Et blad har savtakket rand, når det har korte indskæringer, som er spidse med spidse indsnit (se f.eks. Stor Nælde).
- Skalfrugt: En frugt der er omgivet af en skal (se f.eks. Jordbær (frugt)).
- Skedehinde: En hindeagtig dannelse hos græsser, hvor den omkranser stænglen mellem bladskeden og bladpladen (se f.eks. Rajgræs).
- Skjoldformet: Et blad, hvor bladstilken sidder fast midt på en rund eller mangekantet bladplade (se f.eks. Blomsterkarse).
- Skjoldhår: Et pladeformet hår med en kort stilk (se f.eks. Havtorn).
- Skulpe: En aflang kapsel, der åbner sig nedefra, og som ses hos Korsblomst-familien.
- Skælformet: Et ganske lille, kompakt blad, der mangler stilk, og som er bredest ved bladfæstet (se f.eks. Hønsebenstræ).
- Skærm: En blomsterstand med kort hovedstilk og blomster, der sidder på lige lange stilke og derfor i omtrent samme højde (se f.eks. Dild).
- Skål: Hos Bøge-familien ses en skålformet omdannet stængel, som omgiver blomsten og senere frøene.
- Slyngplante: En plante (en lian), som klatrer op ad andre planter ved at sno stænglen omkring dem (se f.eks. Ægte Kaprifolie).
- Småafsnit: Bregnebladets afsnit i 2. eller 3. orden (se f.eks. Almindelig Mangeløv).
- Småaks: En grundlæggende blomsterstand hos græsserne. Den er ofte selv enhed i mere komplicerede stande (se f.eks. Spelt).
- Småart: En genkendelig gruppe, der er opstået ved apomixis (se f.eks. Mælkebøtte).
- Småfrugt: En enkelt frugt i en større "frugt", som f.eks. nødderne hos Have-Jordbær.
- Snitdelt: Et blad er snitdelt, når indskæringerne når mellem 1/3 og halvvejs ind til midterstrengen (se f.eks. Engriflet Hvidtjørn).
- Spaltefrugt: En frugt, som deles i nødlignende delfrugter (se f.eks. Spids-Løn).
- Spatelformet: En bladform, der er bredest i den yderste del, og som smalner jævnt ind til stilken eller bladfæstet (se f.eks. Peberbusk).
- Spore: En haploid formeringsenhed hos karsporeplanterne.
- Sporehus: Det organ, hvor sporerne dannes hos karsporeplanterne.
- Sporehushob: En samling af sporehuse, som ses hos bregner (se f.eks. Almindelig Engelsød).
- Spredt: Det kaldes "spredt bladstilling", når bladene sidder enkeltvis op langs stænglen (se f.eks. Almindelig Avnbøg).
- Spydformet: En bladform, hvor bladpladen afsluttes med to udstående lapper ved den inderste del af bladet (se f.eks. Spyd-Mælde).
- Stak: En børsteagtig forlængelse af småaksets dækblad hos græsserne (se f.eks. Almindelig Byg).
- Staminodie: En støvdrager, der er omdannet og derfor steril.
- Staude: En flerårig, urteagtig plante (se f.eks. Almindelig Hasselurt).
- Stencelle: I frugtkødet hos Pære og flere andre i Rosen-familien findes indlejret hårdt forveddede celler.
- Stenfrugt: En saftig frugt med en enkelt kerne, som er omsluttet af en "sten" (se f.eks. Kirsebær-Kornel).
- Steril: En blomst er steril, når den er ufrugtbar (se f.eks. randblomster hos Hvid Okseøje).
- Stjernehår: Et hår med sidegrene (som paraplystivere).
- Stjernestrenget: På skjoldformede blade udgår bladstrengene fra bladstilken i midten af bladet (se f.eks. Staude-Lupin).
- Storskærm: De stilke i en sammensat skærm, der bærer småskærmene (se f.eks. Kæmpe-Bjørneklo).
- Storsvøb: Støtteblade, der sidder under småskærmene hos Skærmplante-familien.
- Stængel: Den hovedakse i planten, som bærer blade og blomster (eller sporehuse), og som forbinder rod med top.
- Stængelblad: Et blad, som sidder på stænglen.
- Stængelknold: En omdannet, opsvulmet stængel (se f.eks. Jordskok).
- Støtteblad: Et blad, der sidder dér, hvor et sideskud eller en blomst er fæstnet (se f.eks. Duetræ).
- Støvdrager: Det pollenproducerende (dvs. hanlige) organ i blomsten.
- Støvfang: Det pollenmodtagende (dvs. hunlige) organ i blomsten. Består desuden af frugtanlægget.
- Støvknap: Den yderste, specialiserede del af støvdrageren, som bærer pollensækkene.
- Støvtråd: Den trådformede, bærende del af støvdrageren.
- Sukkulent: En saftplante, som har opsvulmede blade eller stængler til opsamling af vand (se f.eks. Almindelig Husløg).
- Svikkel: En asymmestrisk kvast (se f.eks. Eng-Forglemmigej).
- Svælg: Stedet i blomsten, hvor kronbladene bliver til et kronrør.
- Sværdformet: Et blad er sværdformet, når det er langt i forhold til bredden og jævnt tilspidsende mod spidsen (se f.eks. Gul Iris).
- Svøbblad: Et blad, der sidder netop dér, hvor blomsten eller blomsterstanden begynder (se f.eks. Julestjerne).
- Sylformet: Et blad er sylformet, når det kort og smalt og aftager jævnt i bredde frem mod spidsen (se f.eks. Sylbladet Firling).
- Sædighed: Bægerblades, kronblades og støvdrageres placering i forhold til frugtknuden.

## T
- Takket: En bladrand er takket, når takningerne er korte, men spidse (se f.eks. Stor Nælde).
- Tandet: En bladrand er tandet, når takningerne er korte og spidse med afrundede indskæringer (se f.eks. Finnet Bispehue).
- Tilspidset: Et blad med bladrandene samlet i en jævn bue frem mod en kort spids (se f.eks. Fugle-Kirsebær).
- Top: En blomsterstand, der er sammensat af aks, klaser eller kvaste (se f.eks. Sødgræs).
- Toradet: Knopstillingen får bladene til at sidde spredt i to rækker op langs skuddet (se f.eks. Ingefær).
- Torn: En særlig, forveddet og spids dannelse. Se Barktorn, bladtorn eller grentorn.
- Tornet-tandet: En bladrand er tornet-tandet, når hver af tænderne afsluttes af en børste eller torn (se f.eks. Almindelig Kristtorn).
- Tragtformet krone: En blomst, hvor kronbladene danner et tragtformet rør uden tydeligt afgrænset krave (se f.eks. Gærde-Snerle).
- Trekoblet: Et sammensat blad med tre småblade (se f.eks. Hvid-Kløver).
- Træ: En flerårig, forveddet plante med én stamme (se f.eks. Rødtræ)
- Trævlerod: Et rodsystem, hvor den oprindelige hovedrod er erstattet af mange, lige kraftige siderødder (se f.eks. Gul Bambus).
- Trådformet: Et blad, der er langt og cylindrisk (se f.eks. fåre-svingel).
- Tungeformet krone: En blomst, hvor kronbladene er rørformet sammenvoksede for neden og sammenvoksede til en ensidig plade foroven (se f.eks. Hvid Okseøje).
- Tvebo: En plante er tvebo, når blomsterne er énkønnede, sådan at det enkelte individ udelukkende har hunlige hhv. hanlige blomster (se f.eks. Femhannet Pil).
- Tvekønnet blomst: En normal blomst med både hanlige og hunlige kønsanlæg (se f.eks. Trævlekrone).

## U
- Udløber: Langt vandret overjordisk eller underjordisk sideskud, der ofte danner rødder og oprette skud (se. f.eks. Have-Jordbær).
- Uldhår: Lange, bløde hår, som kruser og filtrer sammen (se f.eks. Uld-Pil).
- Uligefinnet: Et sammensat blad er uligefinnet, når det har et ulige antal småblade (se f.eks. Almindelig Røn).
- Undersædig: Når bæger- og kronblade samt støvdragerne sidder under frugtanlæggene, kaldes blomsten undersædig (se f.eks. Prikbladet Perikon).
- Urt: En énårig, toårig eller flerårig plante, som aldrig får forveddede skud (se f.eks. Almindelig Hasselurt).

## V
- Vedplante: En plante, som danner forveddede skud (se f.eks. Hedelyng).
- Vegetativ formering: Alle formeringer, som ikke foregår ved hjælp af frø (se f.eks. Skør-Pil).

## Y
- Yderavne: Hos græsserne kaldes de to højblade under småakset for yderavner (se f.eks. Almindelig Havre).
- Yderbæger: Højblade, som sidder lige under de rigtige bægerblade (se f.eks. Moskus-Katost).
- Yngleknopper: Specielle knopper, der kan danne selvstændige planter, hvis de stødes af (se f.eks. Hvidløg, Tandrod og Hjertelæbe).
- Yngleløg: Løg, som dannes oppe i blomsterstanden, og som kan blive til selvstændige planter (se f.eks. Etageløg).

## Æ
- Ægformet: Et blad, som har den bredeste del nærmest stilken (se f.eks. Vestamerikansk Balsampoppel).
- Ærteblomst: En blomst (i Ærteblomst-familien), som har 3 frie og to sammenvoksede kronblade (se f.eks. Gul Fladbælg).

## Å
- Årsskud: Den skudtilvækst, der er dannet i den seneste vækstperiode (se f.eks. Grå-Pil).